# آلبرت هیوود
آلبرت هیوود (انگلیسی: Albert Heywood; ۱۲ مهٔ ۱۹۱۳ – مه ۱۹۸۹ (age 75-76)) بازیکن فوتبال بود.
از باشگاه‌هایی که در آن بازی کرده‌است می‌توان به باشگاه فوتبال هارتل پول یونایتد اشاره کرد.